# الرسم في الأمريكتين قبل الاستعمار الأوروبي

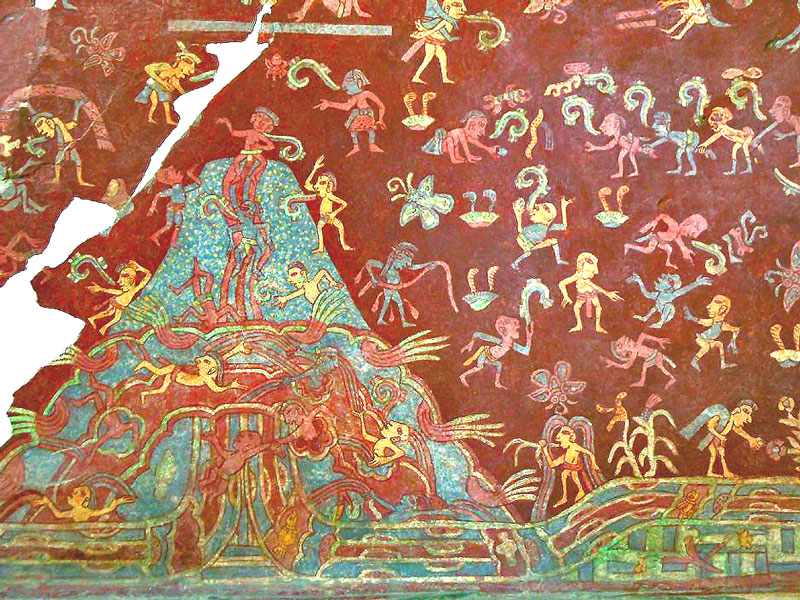
لوحة جدارية في مدينة تيوتيهواكان الأثرية في المكسيك. تعرف أيضا باسم "جنة تلالوك". يعود تاريخها إلى سنة 450-600 م

الرسم في الأمريكتين قبل الاستعمار الأوربي هو تقاليد الرسم ما قبل العصر الكولومبي في الأمريكتين. كان الرسم وسيلة واسعة الانتشار ومشهورة ومتنوعة للاتصال والتعبير لكل من الأغراض الدينية والنفعية في جميع أنحاء مناطق نصف الكرة الغربي. خلال الفترة التي سبقت وتلت الاستكشاف الأوروبي والاستيطان في الأمريكتين، بما في ذلك أمريكا الشمالية وأمريكا الوسطى وأمريكا الجنوبية وجزر الكاريبي وجزر الباهاما وجزر الهند الغربية وجزر الأنتيل الصغرى ومجموعات الجزر الأخرى، أنتجت الثقافات الأصلية مجموعة متنوعة من الفنون البصرية، بما فيها الرسم على المنسوجات والجلود والصخور وأسطح الكهوف والأجسام وخصوصًا الوجوه والخزف والخصائص المعمارية بما في ذلك الجداريات الداخلية والألواح الخشبية والأسطح الأخرى المتاحة. لم تنجو العديد من الأسطح القابلة للتلف مثل المنسوجات المحبوكة، ولكن اللوحات التي تعود إلى العصر ما قبل البيزنطي على الخزف والجدران والصخور، نجت على نحو متكرر.
أقدم اللوحات المعروفة في أمريكا الجنوبية هي عبارة عن لوحات الكهوف في كافيرنا دا بيدرا بينتادا في غابات الأمازون المطيرة البرازيلية التي يعود تاريخها إلى 11200 عام. تُعد جمجمة كوبر بيسون أقدم لوحة معروفة في أمريكا الشمالية، إذ وجدت بالقرب من فورت سابلاي (أوكلاهوما)، ويعود تاريخها حتى 10200 قبل الميلاد.

## الرسم في الأمريكتين قبل الاستعمار
استضافت كل قارة في الأمريكتين مجتمعات كانت عبارة عن ثقافات فريدة ومتطورة بشكل فردي، فقد أنتجت الطوطم والأعمال الرمزية الدينية والأعمال المرسومة الزخرفية والتعبيرية. كان التأثير الأفريقي قويًا بشكل خاص في منطقة البحر الكاريبي وأمريكا الجنوبية. كان لفنون السكان الأصليين في الأمريكتين تأثير ونفوذ هائلين على الفن الغربي الأوربي والعكس صحيح أثناء وبعد عصر الاستكشاف. كانت إسبانيا والبرتغال وفرنسا وهولندا وإنجلترا جميعها عبارة عن قوى استعمارية قوية ومؤثرة في الأمريكتين أثناء وبعد والقرن الخامس عشر. بحلول القرن التاسع عشر، بدأ التأثير الثقافي يتدفق في كلا الاتجاهين عبر المحيط الأطلسي.

### وسط أمريكا
تشكل اللوحات الجدارية لتيوتيهواكان التي تزين الموقع الأثري (وغيرها، مثل جدرايات واغنر الموجودة في مجموعات خاصة) والنقوش الهيروغليفية التي كتبتها المايا واصفة لقاءاتهم مع غزاة تيوتيهواكانو، معظم ما يُفهم عن تلك الحضارة القديمة. وصلت اللوحة الجدارية، التي يوجد الآلاف منها، إلى ذروتها بين 450 و650 ميلادي. كان فن الرسامين منقطع النظير في أمريكا الوسطى وقد قورن بفن فلورنسا في إيطاليا.

#### الإلهة العظيمة
عُثر على سلسلة من الجداريات في مجمع تيبانتيتلا في تيوتيهواكان. حدد عالم الآثار ألفونسو كاسو الشخصيات المركزية على أنها شخصيات من تيوتيهواكان مكافئة لتلالوك، إله المطر والحرب في أمريكا الوسطى. أعادت الباحثة استير باسزتوري خلال السبعينيات من القرن العشرين فحص الجداريات وخلصت إلى أن العديد من لوحات «تلالوك» أظهرت بدلًا من ذلك إلهًا أنثويًا، وهو تحليل يستند إلى عدد من العوامل بما في ذلك جنس الشخصيات المصاحبة والطائر الأخضر في غطاء الرأس وظهور العناكب فوق الشكل. خلصت باستوزي إلى أن الأشكال تمثل إلهة للنباتات والخصوبة التي كانت سلفًا لإلهة الأزتك شوتشيكيتزال في وقت لاحق.
ومنذ ذلك الحين جرى التعرف على الإلهة العظيمة في مواقع أخرى غير تيبانتيتلا منها مجمع تيتيتلا في تيوتيهواكان وقصر جاغوارز ومعبد الزراعة وعلى العديد من الأواني.